# Il nome del mio assassino
Il nome del mio assassino (I Know Who Killed Me) è un film del 2007, diretto da Chris Sivertson ed interpretato da Lindsay Lohan.
In Italia la pellicola non è mai uscita nei cinema, ed è stata pubblicata direttamente in home video, distribuita in DVD a noleggio dal 21 ottobre 2009 e in vendita dal 19 novembre 2009.

## Trama
Una spogliarellista fa la sua entrata su un palcoscenico e dà il via ad un conturbante numero di strip-dance; mentre la sua mano scivola sul palo, compare una scia di sangue. A questo punto c'è un cambio di scena: Aubrey Fleming, una studentessa universitaria, termina di leggere un racconto scritto da lei alla sua classe, poi comunica al suo insegnante di pianoforte di voler smettere di suonare per concentrarsi solo sullo studio e sulla scrittura, nonostante le proteste dell'insegnante, che la considera dotata di grande talento. Aubrey ha un ragazzo, Jerrod Pointer, giocatore di football che però lei continua ad allontanare.
La cittadina dove abita Aubrey è appena stata funestata da una grave tragedia: una ragazza, Jennifer, scomparsa da alcuni giorni, viene ritrovata morta con la gamba e la mano destra amputate, per questo si pensa all'opera di un feroce e spietato serial killer. La sera della finale del campionato di football, Aubrey si ritrova a festeggiare con le amiche la vittoria della squadra di Jerrod e, mentre si reca dal ragazzo per complimentarsi, scompare; è stata rapita dal serial killer. La ragazza viene legata e torturata sadicamente con del ghiaccio che le manda in gangrena la mano, amputata poi dallo stesso killer. Pochi giorni dopo, un automobilista finisce fuori strada e, casualmente, trova sul ciglio della strada una ragazza svenuta con gamba e mano destra amputate.
La ragazza viene riconosciuta come Aubrey dai genitori ma, al suo risveglio, ella sostiene di non essere Aubrey. Dice di chiamarsi Dakota Moss, di essere una spogliarellista e figlia di una donna morta di overdose. In effetti, il carattere di Dakota è diametralmente opposto a quello di Aubrey: se quest'ultima era una studentessa modello, colta e intelligente, Dakota è volgare, sboccata e aggressiva. La ragazza si rifiuta di raccontare cosa le sia esattamente successo e cosa le abbia causato l'amputazione degli arti. I medici pensano che si tratti di uno sdoppiamento temporaneo della personalità, causato dal grave trauma e dalle torture subite; i genitori di Aubrey, sia pur sconcertati, la portano a casa, considerandola comunque loro figlia, sperando che possa recuperare i ricordi.
Nel frattempo, Dakota comincia a sospettare che un inconfessabile segreto riguardi la sua vita e la sua famiglia... cioè che Aubrey sia in realtà sua sorella gemella, dalla quale fu in qualche modo separata alla nascita. La madre però le fa vedere una ecografia dalla quale risulta solo un feto, e non due. I dubbi quindi continuano, ma a poco a poco i pezzi del puzzle si incastrano alla perfezione. La mamma di Aubrey, in effetti, aspettava una bambina, ma essa morì subito dopo la nascita. Il padre allora, in segreto, pagò una tossicodipendente - che nello stesso ospedale lo stesso giorno aveva avuto due gemelle - e portò a casa una delle due bimbe (Aubrey), lasciando l'altra (Dakota) alla madre naturale. Per tutta la vita, l'uomo poi inviò soldi alla donna per comprarne il silenzio.
La particolarità però di tutta la storia è lo strano legame, quasi magico, che lega le due gemelle: pur non sospettando l'esistenza l'una dell'altra, quando una gemella provava gioia, o dolore, anche l'altra lo sentiva. Allo stesso modo, l'amputazione degli arti di Aubrey da parte del serial killer, causava la caduta degli stessi arti all'inconsapevole Dakota, la quale non poteva fare altro che fasciarsi le ferite tra uno strip ed un altro. Dakota allora capisce che la sua gemella Aubrey è ancora viva e prigioniera del serial killer e, nonostante lo scetticismo di tutti, che non conoscono la verità, "sente" il nome del suo assassino, che è l'insegnante di pianoforte. In un finale convulso, Dakota riesce ad uccidere il serial killer e a liberare Aubrey, sepolta viva dall'assassino in una bara in giardino: le due gemelle, finalmente ritrovate, si vedono per la prima volta.

## Critica
La pellicola ha vinto diversi Razzie Award, stabilendo un nuovo record di premi vinti tra cui: Peggior film, Peggior sceneggiatura, Peggior regista per Chris Sivertson, Peggiore attrice protagonista e Peggiore coppia per i due ruoli della Lohan, Peggior remake o rip-off, Peggior pretesto per un film horror arrivando a otto premi su nove e senza vincere Peggiore attrice non protagonista per Julia Ormond. Inoltre il film ha ricevuto una nomination come Razzie Awards al peggior film del decennio.

## Uscita
L'arrivo del film in Italia è stato molte volte rimandato: in un primo momento si dava come data di uscita nelle sale l'11 luglio 2008, dopodiché è stata posticipata al 1º agosto dello stesso anno. Il film tuttavia non arrivò sui grandi schermi e cominciarono a spargersi voci riguardanti l'uscita home video. Dopo tanti altri rinvii e le richieste dei fan della Lohan, Il nome del mio assassino uscì finalmente in DVD il 18 novembre 2009.

## Colonna sonora
1. Trans Am – Obscene Strategies
2. VietNam – Step On Inside
3. The Sword – Freya
4. Dead Meadow – Dusty Nothing
5. Architecture in Helsinki – Maybe You Can Owe Me
6. How Long – Out Hud
7. Awesome Color – Hat Energy
8. The Melvins – A History Of Bad Men
9. Grand Valse Brillante in A minor Op. 34, No. 2 (musica: Frédéric Chopin)